# Atlanta rosea
Atlanta rosea is een slakkensoort uit de familie van de Atlantidae. De wetenschappelijke naam van de soort is voor het eerst geldig gepubliceerd in 1852 door Souleyet.